# 金子彦二郎
金子 彦二郎（かねこ ひこじろう、1889年6月20日 - 1958年5月27日）は、日本の国文学者。
新潟県西蒲原郡岩室村（現在の新潟市西蒲区）出身。東京高等師範学校卒。帝国女子専門学校（のち相模女子大学）国文科主任、1945年「平安時代文学と白氏文集 句題和歌千載佳句研究篇」で帝国学士院賞受賞。1946年「平安時代文学と白氏文集」で慶應義塾大学文学博士。女子学習院教授、東洋大学教授。女子教育の実践者として研究されている。

## 著書
- 『死生の境に発揮せられたる日本国民性』東京宝文館 1922
- 『辭典を兼ねたる女學生の作文』文洋社 1926
- 『三元的国語教授へ』明治図書 1927
- 『言葉の魔性神秘性に徹せる国語教授へ』昭和出版社 1928
- 『打たずに鳴る太鼓 新作童話』昭々閣書房 1929
- 『精神作興新読本 全国民愛誦の俚謡で書いた』昭々閣書房 1929
- 『徒然草講義』国文学講座 受験講座刊行会 1930
- 『日本国民性の実証的研究』明治図書 1930
- 『新時代のまことの国語教授』三元堂書店 1932
- 『手紙文実習講話』三元堂書店 1935
- 『智目と行足との新国語教授』培風館 1936
- 『教育と文学』小学館 1942 教育新体制の書
- 『平安時代文学と白氏文集 第1巻 (句題和歌、千載佳句研究篇)』培風館 1943
- 『平安時代文学と白氏文集 第2巻 (道真の文学研究篇 第1冊)』講談社 1948

### 共著・編
- 『趣味の補習讀本』諸橋轍次共編 明治出版 1919
- 『現代常識語辭典』編 文洋社 1925 少年少女常識叢書
- 『女子現代文学新鈔教授参考』巻3、5（編）光風館書店 1929
- 『新体国文学史要』河津啓太郎共著 培風館 1932
- 『女子高等国文英華』（編）三元堂書店 1932
- 『考へるよりも歩め 新国語教授の生きたパイロツト 第3輯』（編）光風館書店 1935

### 校訂
- 『日本文学大系 校註』国民図書、1926-1927

第2巻 無名草子、堤中納言物語
第5巻 落窪物語、狭衣、住吉物語、石清水物語
古今著聞集

## 関連書籍
- 田中宏幸『金子彦二郎の作文教育-中等教育における発想力・着想力の指導』渓水社、2008年

## 参考
- デジタル版日本人名大辞典